# Stanley Gold
Stanley Phillip Gold (Los Ángeles, 10 de septiembre de 1942) es un ejecutivo estadounidense. Fue el presidente y director ejecutivo de Shamrock Holdings —la compañía de inversión privada de Roy E. Disney– de 1985 a 2013, y actualmente se desempeña como presidente de su junta directiva. Estuvo en la junta directiva de The Walt Disney Company en 1984 y durante 1987-2003. Junto a Roy dimitieron para hacer campaña pública a favor de la destitución del entonces director ejecutivo y presidente Michael Eisner. También ayudó a destituir al exdirector ejecutivo Ron W. Miller y a contratar a Eisner en 1984. Fue presidente de la junta directiva de la Universidad del Sur de California (USC) y de la Facultad de Derecho de la Universidad del Sur de California, y ha sido un importante contribuyente político.   

## Primeros años y educación
Gold nació en una familia judía en Los Ángeles, California. Creció en el sur de Los Ángeles, cerca de Dorsey High School. La familia se mudó al Valle de San Fernando cuando él era un adolescente. Después de graduarse de la escuela secundaria Van Nuys, ingresó a la Universidad de California, Berkeley. Allí salió con su futura esposa, Ilene. Completó una licenciatura en ciencias políticas en UCLA y, en 1967, obtuvo una licenciatura en derecho en la Universidad del Sur de California y luego completó trabajos de posgrado en la Universidad de Cambridge, Inglaterra.

## Carrera
Ejerció la abogacía con Martin Gang, en el bufete de abogados Gang, Tyre, Ramer & Brown, desde 1968, convirtiéndose posteriormente en su socio director.Se especializó en adquisiciones, ventas y financiación empresarial.
Se ha desempeñado como presidente de Shamrock Broadcasting; presidente, luego presidente de la junta directiva, de Central Soja; presidente de Enterra Corporation, presidente de la firma de inversión israelí Koor Industries Ltd. (NYSE: KOR), y presidente de Tadirán, entre otros cargos.

## Filantropía
En un banquete en honor del embajador estadounidense John Marshall Evans, el 4 de marzo de 2007, Gold prometió 100 000 dólares al Instituto de Estudios Armenios de la USC. En 2001, prometió 500 000 dólares para establecer el Fondo de Becas Martin Gang en el Colegio de la Unión Hebrea; Roy y Patty Disney prometieron 100 000 dólares adicionales.
Gold recaudó fondos y fue donante para la exitosa campaña de Ehud Barak en las elecciones para primer ministro israelí de 1999.
Gold ha contribuido a las campañas políticas federales estadounidenses durante muchos años, contribuyendo en gran medida a los demócratas, tanto candidatos como organizaciones, como el Comité Demócrata de Campaña del Congreso, Comité Demócrata de Campaña Senatorial y el Comité Nacional Demócrata. Gold también ha donado a algunos candidatos del Partido Republicano, como George W. Bush, Bob Dole, Richard Lugar, Mitt Romney, Arlen Specter, William Weld y Pete Wilson. OpenSecrets informó donaciones de 238 000 dólares entre 1993 y el 17 de diciembre de 2008, incluidas algunas contribuciones no federales.
Es partidario de la solución de dos Estados en Oriente Medio. En abril de 2013, Gold fue uno de los 100 judíos estadounidenses prominentes que enviaron una carta al primer ministro israelí, Benjamín Netanyahu, instándolo a "trabajar estrechamente" con el secretario de Estado John Kerry, "para diseñar iniciativas pragmáticas, consistentes con las necesidades de seguridad de Israel, que "Representaría la disposición de Israel a hacer dolorosos sacrificios territoriales en aras de la paz".

## Membresías
- Sigma Alpha Mu
- Wilshire Boulevard Temple, exmiembro de la junta
- Universidad del Sur de California, presidente del consejo directivo; mentor del rector de la universidad, Steven B. Sample

Entre los elementos exhibidos en su estudio en su hogar se encuentran autógrafos personalizados de Babe Ruth y Stan Musial. Gold colecciona automóviles Porsche.